# Salitre
Salitre is een gemeente in de Braziliaanse deelstaat Ceará. De gemeente telt 16.845 inwoners (schatting 2009).